# ホスホリル基

(上) ホスホリル基(phosphoryl group)の構造。(下)リン酸基(phosphate group)を比較。

ホスホリル基（ほすほりるき、英: phosphoryl group）は、化学イオンまたはラジカル（P+O32−）であり、リンと酸素を含む。
ただし、この −PO32− 基の正しい化学名はホスホナート（phosphonato）であり、化学命名法におけるホスホリル（phosphoryl ）は3価の ＞P(O)- 基を意味するので、−PO3H2 はホスホノ（phosphono）である。これは、異なるプロトン化状態で存在する可能性がある。 
この用語は通常、ホスホリル基が他の原子に結合している化合物（例 塩化ホスホリル）や、触媒メカニズムを説明する際に使用される（参照 リン酸化）。リン酸塩（例 アデノシン三リン酸）が関与する生化学反応では、通常、ホスホリル基が基質間で移動する（ホスホリル転移反応）。ホスホリル基（phosphoryl group）と、リン酸基（phosphate group）を混同してはならない。 
ホスホリル基は、リン酸化（phosphorylation）において中心的な役割を果たす。    